# スコット・スミス (格闘家)
スコット・スミス（Scott Smith、1979年5月21日 - ）は、アメリカ合衆国の男性総合格闘家。ネバダ州リノ出身。キャピタル・シティ・ファイティング・アライアンス所属。元WEC世界ライトヘビー級王者。
「ハンズ・オブ・スティール」（鋼鉄の拳）の異名を持つ。

## 来歴
2001年6月15日、プロ総合格闘技デビュー。
2005年10月14日、WEC 17のライトヘビー級王座決定トーナメントでWECに初出場。ティム・マッケンジー、テイト・フレッチャーに連勝し、王座獲得に成功した。
2006年1月13日、WEC 18でジャスティン・レヴェンスと対戦し、TKO勝ちで王座防衛に成功した。UFC初登場となった4月15日のUFC 59ではデビッド・テレルにチョークスリーパーで一本負け。

### TUF
リアリティ番組「The Ultimate Fighter」のシーズン4に出演するも1回戦でトラヴィス・ルターに敗れシーズンから脱落した。なおこの出演に伴いWECの王座を返上している。11月11日、フィナーレではピート・セルと対戦。左ボディフックを受けダウン寸前に追い込まれるも、追撃に来たセルにカウンターの右フックをヒットさせ、逆転KO勝ちを収めた。

### UFC
2007年2月3日、UFC 67でパトリック・コーテに判定負け。6月16日のUFC 72でもエド・ハーマンに敗れ、UFCからリリースされた。

### EliteXC
2008年2月16日、初参戦となったEliteXCでカイル・ノークと対戦し、右ストレートでKO勝ちを収めた。
2008年5月31日、EliteXC世界ミドル級タイトルマッチでロビー・ローラーと対戦、3Rにローラーのサミングにより無効試合となった。7月26日の再戦では2RにパウンドでTKO負けを喫し王座獲得に失敗した。

### Strikeforce
2008年11月21日、Strikeforce初参戦となったStrikeforce: Destructionでテリー・マーティンと対戦し、24秒でKO勝ちを収めた。
2009年4月11日、Strikeforce: Shamrock vs. Diazでベンジー・ラダックと対戦、1・2ラウンドでは劣勢であったが、3ラウンドにカウンターの右フックで逆転KO勝ちを収めた。12月19日のStrikeforce: Evolutionでは無敗のカン・リーと対戦。バックスピンキックでダウンを奪われるなど追い込まれたが、序盤からの劣勢を覆して3ラウンドに逆転のKO勝ちを収めた。リーはプロキャリア初黒星となった。
2010年6月26日、Strikeforce: Fedor vs. Werdumでカン・リーと再戦し、左バックキックでダウンを奪われたところにパウンドで追撃されKO負け。
2010年12月4日、ウェルター級転向初戦となったStrikeforce: Henderson vs. Babaluでポール・デイリーと対戦し、カウンターの左フックで失神KO負けを喫した。

## 戦績

### プロ総合格闘技
| 総合格闘技 戦績 | 総合格闘技 戦績 | 総合格闘技 戦績 | 総合格闘技 戦績 | 総合格闘技 戦績 | 総合格闘技 戦績 | 総合格闘技 戦績 |
| --------------- | --------------- | --------------- | --------------- | --------------- | --------------- | --------------- |
| 28 試合         | (T)KO           | 一本            | 判定            | その他          | 引き分け        | 無効試合        |
| 17 勝           | 14              | 3               | 0               | 0               | 0               | 1               |
| 10 敗           | 4               | 4               | 2               | 0               | 0               | 1               |

| 勝敗 | 対戦相手                 | 試合結果                            | 大会名                                                                | 開催年月日     |
| ×    | ルムンバ・サヤーズ       | 1R 1:34 ギロチンチョーク            | Strikeforce: Tate vs. Rousey                                          | 2012年3月3日   |
| ×    | タレック・サフィジーヌ   | 5分3R終了 判定0-3                   | Strikeforce: Fedor vs. Henderson                                      | 2011年7月30日  |
| ×    | ポール・デイリー         | 1R 2:09 KO（左フック）              | Strikeforce: Henderson vs. Babalu                                     | 2010年12月4日  |
| ×    | カン・リー               | 2R 1:46 KO（左バックキック）        | Strikeforce: Fedor vs. Werdum                                         | 2010年6月26日  |
| ○    | カン・リー               | 3R 3:25 KO（右ストレート→パウンド） | Strikeforce: Evolution                                                | 2009年12月19日 |
| ×    | ニック・ディアス         | 3R 1:41 チョークスリーパー          | Strikeforce: Lawler vs. Shields                                       | 2009年6月6日   |
| ○    | ベンジー・ラダック       | 3R 3:24 KO（右フック）              | Strikeforce: Shamrock vs. Diaz                                        | 2009年4月11日  |
| ○    | テリー・マーティン       | 1R 0:24 KO（右ストレート）          | Strikeforce: Destruction                                              | 2008年11月21日 |
| ×    | ロビー・ローラー         | 2R 2:35 TKO（パウンド）             | EliteXC: Unfinished Business 【EliteXC世界ミドル級タイトルマッチ】    | 2008年7月26日  |
| －   | ロビー・ローラー         | 3R 3:26 無効試合（サミング）        | EliteXC: Primetime 【EliteXC世界ミドル級タイトルマッチ】              | 2008年5月31日  |
| ○    | カイル・ノーク           | 2R 0:07 KO（右ストレート）          | EliteXC: Street Certified                                             | 2008年2月16日  |
| ○    | ジェフ・モリス           | 1R 0:22 TKO（パンチ連打）           | Gladiator Challenge 73: High Noon 【GCミドル級王座決定戦】            | 2007年12月22日 |
| ×    | エド・ハーマン           | 2R 2:25 チョークスリーパー          | UFC 72: Victory                                                       | 2007年6月16日  |
| ○    | トロイ・ミラー           | 1R 1:06 TKO（ドクターストップ）     | PFC 2: Fast and Furious                                               | 2007年3月22日  |
| ×    | パトリック・コーテ       | 5分3R終了 判定0-3                   | UFC 67: All or Nothing                                                | 2007年2月3日   |
| ○    | ピート・セル             | 2R 3:25 KO（右フック）              | The Ultimate Fighter 4 Finale                                         | 2006年11月11日 |
| ×    | デビッド・テレル         | 1R 3:08 チョークスリーパー          | UFC 59: Reality Check                                                 | 2006年4月15日  |
| ○    | ジャスティン・レヴェンス | 1R 1:58 KO（パンチ連打）            | WEC 18: Unfinished Business 【WEC世界ライトヘビー級タイトルマッチ】   | 2006年1月13日  |
| ○    | テイト・フレッチャー     | 1R 3:55 TKO（パンチ連打）           | WEC 17: Halloween Fury 4 【ライトヘビー級王座決定トーナメント 決勝】  | 2005年10月14日 |
| ○    | ティム・マッケンジー     | 1R 2:25 TKO（パンチ連打）           | WEC 17: Halloween Fury 4 【ライトヘビー級王座決定トーナメント 1回戦】 | 2005年10月14日 |
| ○    | ジョン・シーラン         | 1R 1:29 TKO（パンチ連打）           | Gladiator Challenge 30                                                | 2004年8月19日  |
| ○    | イシドロ・ゴンザレス     | 1R 4:07 チョークスリーパー          | SportFight 3: Dome                                                    | 2004年4月17日  |
| ×    | ジェームス・アーヴィン   | 1R 2:21 KO（パンチ）                | Gladiator Challenge 22 【GCヘビー級タイトルマッチ】                   | 2004年2月12日  |
| ○    | ジェイミー・ジャラ       | 1R 3:01 チョークスリーパー          | Gladiator Challenge 20 【GCヘビー級タイトルマッチ】                   | 2003年11月13日 |
| ○    | ジェイミー・ジャラ       | 1R 0:59 KO（パンチ）                | Gladiator Challenge 16 【GCヘビー級タイトルマッチ】                   | 2003年6月1日   |
| ○    | レヴィ・ソーンブルー     | 1R 2:20 TKO（パンチ連打）           | Gladiator Challenge 10                                                | 2002年4月14日  |
| ○    | ティム・ケネディ         | 1R 2:53 TKO（カット）               | IFC Warriors Challenge 15                                             | 2001年8月31日  |
| ○    | テッド・スタマテロス     | 1R 1:38 チョークスリーパー          | IFC Warriors Challenge 13                                             | 2001年6月15日  |

### アマチュア総合格闘技
| 勝敗 | 対戦相手           | 試合結果                   | 大会名                                                | 開催年月日   |
| ×    | トラヴィス・ルター | 1R 1:15 チョークスリーパー | The Ultimate Fighter 4 【ミドル級トーナメント 1回戦】 | 2006年6月6日 |

## 獲得タイトル
- Gladiator Challengeヘビー級王座（2003年）
- 第3代WEC世界ライトヘビー級王座（2005年）
- Gladiator Challengeミドル級王座（2007年）